# Llista de municipis de Castella - la Manxa
- Llista de municipis d'Albacete

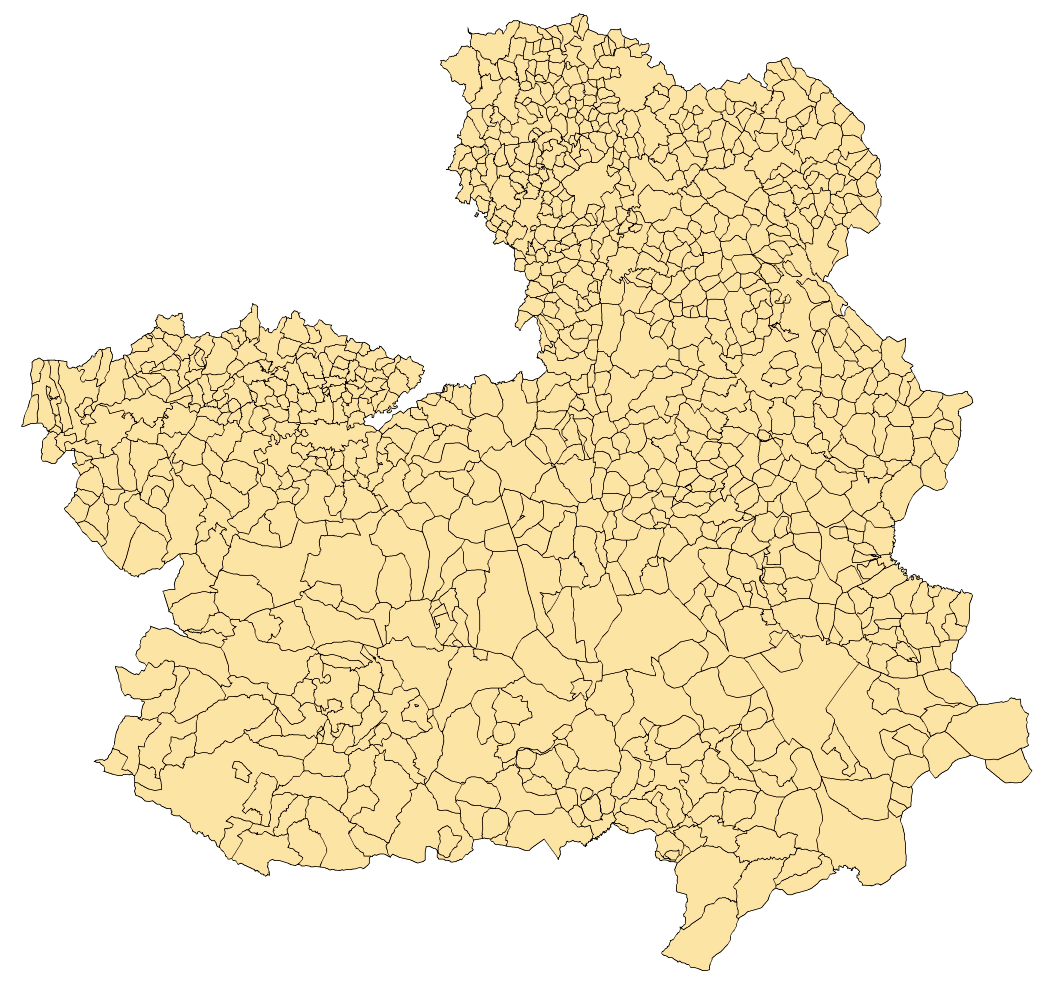
Mapa municipal de Castella - la Manxa (Espanya). 2003

- Llista de municipis de Ciudad Real
- Llista de municipis de Conca
- Llista de municipis de Guadalajara
- Llista de municipis de Toledo